# فنتیازاک
فنتیازاک (انگلیسی: Fentiazac) یک داروی ضد التهابی غیر استروئیدی است که برای درد مفاصل و عضلات به کار می‌رود.